# 席代岳
席代岳（1939年—），湖南東安人，中華民國陸軍中將、翻譯。
席代岳畢業於陸軍軍官學校，歷任連長、營長、砲兵指揮官、署長、總部參謀長等職，亦曾在砲兵學校及三軍大學任教多年，退役後投入翻譯工作，譯著有《羅馬帝國衰亡史》、《希臘羅馬英豪列傳》、《蒲魯塔克札記》、《希臘史綱》等。

## 生平
席代岳籍貫湖南东安，曾祖父席宝田為清季湘軍將領，祖父早逝，家道中落，父席振闻為陸軍上校，內戰後攜家遷台。
席幼時生活困苦，在學校經常打架，唯鐘愛文史。高三被學校開除後，在1959年考入陆军官校卅二期砲科，歷任排、连、营长，师、军砲兵指挥官，陆军总部总司令办公室主任，國防部聯合後勤司令部参谋长，官阶中将，1998年退役。期間席入讀陆军战爭学院69年班，國防大學72年班。
退役後，席代岳陪長子到美国學習，為給長子作榜樣，在2005年10月独力译出《罗马帝国衰亡史》。2009年、2014年、2019年，席又譯出《希臘羅馬英豪列傳》、《蒲魯塔克札記》和《希臘史綱》。